# Valentina Tereškova
Valentina Vladimirovna Tereškova (rusko Валенти́на Влади́мировна Терешко́ва), ruska generalka, kozmonavtka in herojinja Sovjetske zveze, * 6. marec 1937, Bolšoe Maslenikovo pri Jaroslavlju ob Volgi, Jaroslaveljska oblast, Sovjetska zveza (sedaj Rusija).

## Življenje
Tereškova je prva ženska, ki je 16. junija 1963 v Vostoku 6 poletela v vesoljski prostor.
Po končani šoli je delala v tovarni gum in nato študirala inženirstvo. V domačem letalskem društvu se je naučila skakati s padalom. Leta 1962 so jo izbrali za ženski kozmonavtski zbor. Od več kot štiristo prosilk so jih izbrali le pet: Tatjano Kuznecovo, Irino Bajanovno Solovjovo, Žano Jerkino, Valentino Leonidovno Ponomarevo in Tereškovo.
V svojem prvem vesoljskem poletu je bila tudi prva civilna oseba. Čeprav so načrtovali nadaljnje polete s posadkami, kjer bi sodelovale tudi ženske, je trajalo 19 let, da je poletela naslednja, Svetlana Jevgenjevna Savicka. Nobena od drugih petih izbranih kozmonavtk ni nikoli poletela. Bile so le nadomestne kozmonavtke.
Po svojem prvem poletu je študirala na Letalski akademiji Žukovskega in diplomirala leta 1969 kot kozmonavtski inženir. Tega leta so tudi razpustili žensko kozmonavtsko skupino. 
Leta 1977 je s področja inženirstva doktorirala. Zaradi njenega slovesa so jo izbrali na več političnih položajev. Od leta 1966 do 1974 je bila članica Vrhovnega sovjeta, od 1974 do 1989 članica prezidija Vrhovnega sovjeta. Od leta 1969 do 1991 je bila članica centralnega komiteja komunistične partije. Leta 1997 so jo na ukaz predsednika upokojili in je prenehala delovati v letalstvu in kozmonavtskem zboru.
3. novembra 1963 se je poročila s kozmonavtom Andrijanom Grigorjevičem Nikolajevim (1929-2004). Leta 1964 je rodila njuno hčer Eleno, ki je danes zdravnica. Leta 1982 sta se ločila, čeprav se je njun zakon končal že veliko prej. Njen drugi mož Julij G. Šapošnikov je umrl leta 1999.

## Politična dejavnost
Leta 2011 je bila izvoljena v državno dumo Rusije na listi stranke Združena Rusija na regionalni listi Jaroslavelj. Tereškova je skupaj z Eleno Mizulino, Irino Jarovajo in Andrejem Skočem članica medfrakcijske poslanske skupine za zaščito krščanskih vrednot; v tej funkciji je podprla uvedbo sprememb ruske ustave, po katerih je »pravoslavje osnova nacionalne in kulturne identitete Rusije«. Je namestnica predsednika odbora državne dume za zvezno strukturo in lokalno samoupravo od 21. decembra 2011.